# لويس ساينز بينيا
لويس ساينز بينيا (بالإسبانية: Luis Sáenz Peña) (و. 1822 – 1907 م) هو محام، وسياسي من الأرجنتين ولد في بوينس آيرس.

## التعليم
تعلم في جامعة بوينس آيرس.